# Villerbon
Villerbon ist eine französische Gemeinde mit 832 Einwohnern (Stand: 1. Januar 2022) im Département Loir-et-Cher in der Region Centre-Val de Loire; sie gehört zum Arrondissement Blois und zum Kanton Blois-2 (bis 2015: Kanton Blois-1). 

## Geographie
Die Gemeinde Villerbon liegt etwa neun Kilometer nordöstlich des Stadtzentrums von Blois. Umgeben wird Villerbon von den Nachbargemeinden Mulsans im Norden, Cour-sur-Loire im Osten, Menars im Südosten, Saint-Denis-sur-Loire im Süden, Villebarou im Südwesten, Marolles im Westen sowie Averdon im Nordwesten. Durch die Gemeinde führt die Autoroute A10 von Paris nach Bordeaux.

## Geschichte

### Internierungslager Villerbon
Nach dem Eintritt Frankreichs in den Zweiten Weltkrieg am 3. September 1939 wurden in Frankreich mehrere Internierungslager für deutsche Staatsangehörige und ausgebürgerte Deutsche, die in Frankreich im Exil lebten, eingerichtet, so auch in Villerbon. In dem für Männer im Alter von 17 bis 65 Jahren eingerichteten Lager wurden bis zu 350 Menschen interniert, die in mehreren Häusern des Dorfes untergebracht waren. Das Lager wurde nach und nach geleert und im April 1940 endgültig geschlossen. Bekannte Internierte waren unter anderem
- Erich Cohn-Bendit – Léo Maillet – Kurt Stern – Fred Stein – Adolf Moritz Steinschneider – Hans Venedey

## Bevölkerungsentwicklung
| Jahr                       | 1962 | 1968 | 1975 | 1982 | 1990 | 1999 | 2006 | 2014 | 2021 |
| Einwohner                  | 477  | 468  | 538  | 660  | 761  | 682  | 759  | 798  | 819  |
| Quellen: Cassini und INSEE |      |      |      |      |      |      |      |      |      |

## Sehenswürdigkeiten

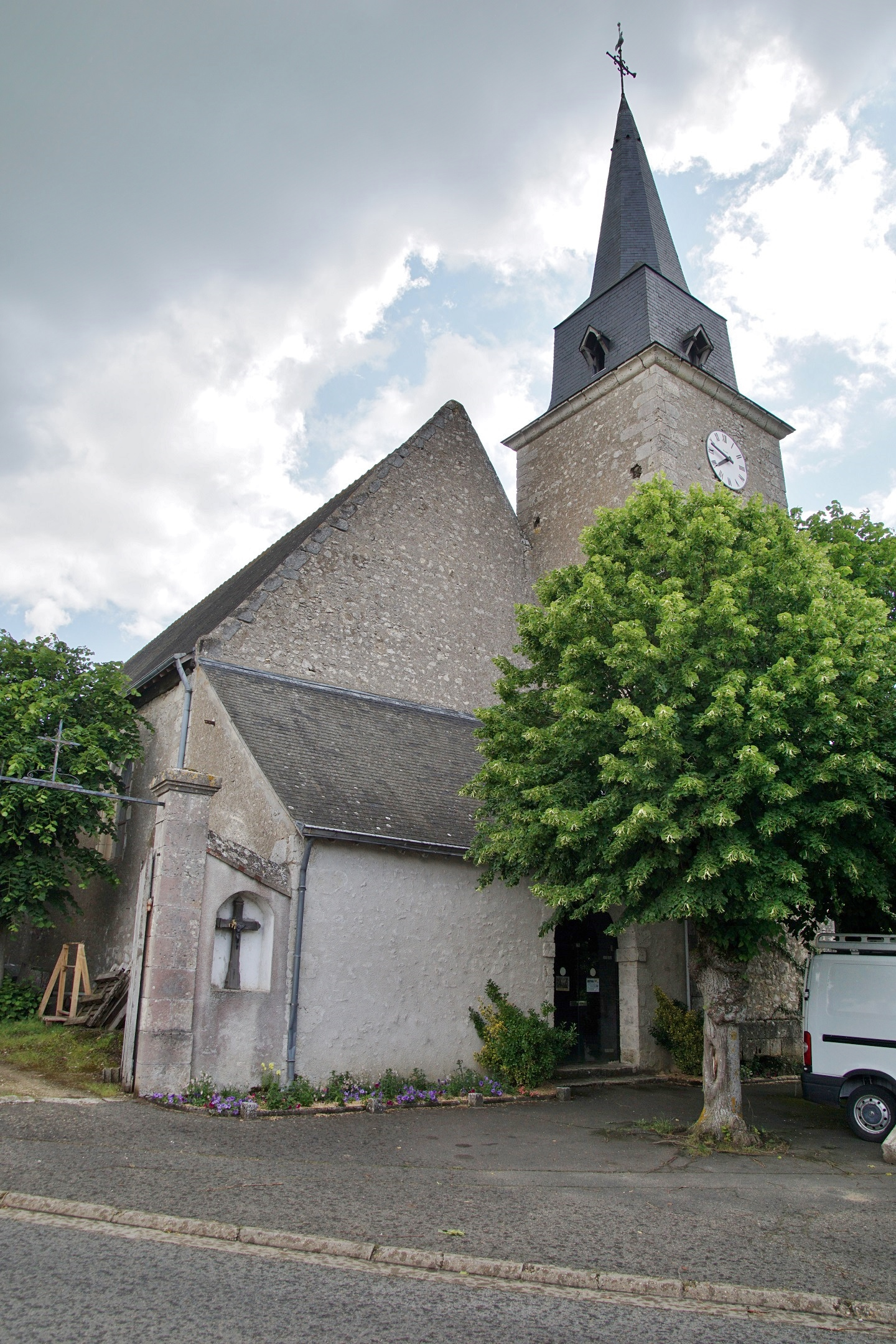
Kirche Saint-Pierre
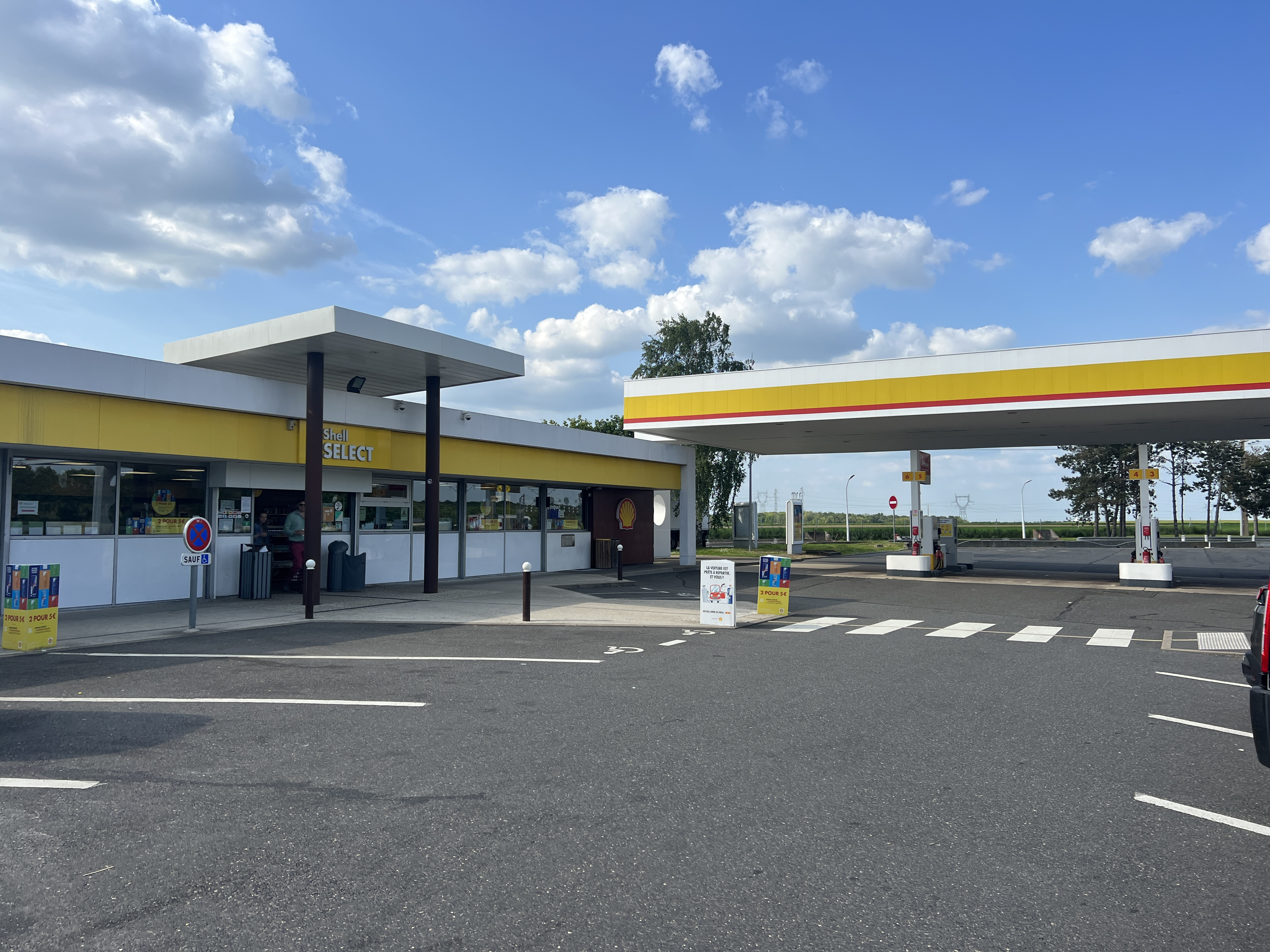
Autobahnrastanlage Villerbon
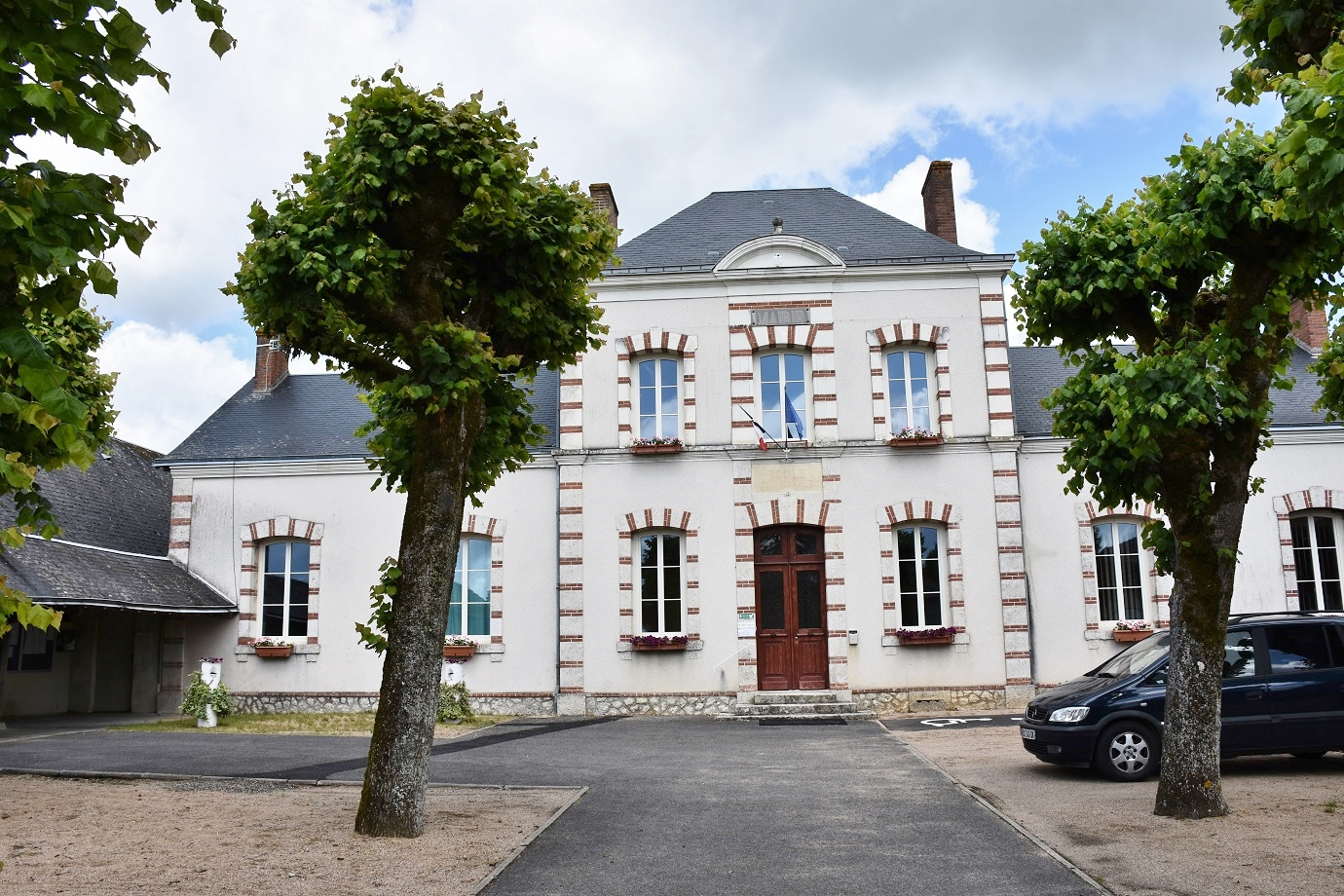
Schule

- Kirche Saint-Pierre
- Autobahnrastanlage Villerbon
- Schule